# كايثون
كايثون (بالإنجليزية: Cython)‏؛ هي لغة برمجة تستخدم لغة البايثون ولغة سي، ويهدف منها أن تكون أشمل من لغة البرمجة بايثون، وتم تصميمها لتوفير أداء شبيه بلغة C، وجرى تسميتها بكايثون (بالإنجليزية: Cython)‏ وهو اسم يشير إلى اللغتين.
الكايثون هي لغة مترجمة تُستخدم عادةً لإنشاء وحدات تمديد سي بايثون. يتم تجميع كود شبيه بايثون المترجم إلى سي أو سي++، ثم يتم وضعه تلقائيًا في رمز الواجهة، يتم إنتاج وحدات الملحق يمكن تحميلها واستخدامها بواسطة رمز البايثون العادي باستخدام عبارة الاستيراد (استيراد)، ولكن مع أقل بكثير حسابية في وقت التشغيل. كما يسهل الكايثون التفاف رمز سي أو سي++ المستقل في وحدات قابلة للاستيراد لغة بيثون.
الكايثون مكتوبة بلغتي بايثون وC، ويعمل على أنظمة مايكروسوفت ويندوز، ماك أو إس، لينكس، وينتج ملفات مصدر متوافقة مع سي بايثون 2.6 و 2.7 و 3.3 إلى 3.7.

## روابط خارجية
- كايثون على موقع Open Hub (الإنجليزية)